# César Muñoz Vicuña
César Muñoz Vicuña (1929–1997) fue un destacado ajedrecista ecuatoriano e ingeniero civil de profesión.
Jugó para Ecuador como tablero principal en el 4º Campeonato mundial estudiantil por equipos de 1957 en Reykjavík (+3 –6 =4), donde venció a los grandes maestros, ya afamados, Fridrik Olafsson y Bent Larsen. En la Olimpíada de ajedrez de 1960 obtiene un excelente registro de nueve victorias, siete empates y sólo tres derrotas, +9 –3 =7. Muñoz era por entonces un joven desconocido en el plano internacional, y causó sensación en las rondas preliminares cuando derrotó a Bobby Fischer.
En 1962 fue segundo, detrás de Olavo Yépez, en Pichincha (campeonato ecuatoriano); y séptimo en Quito 1969 (zonal; ganaron Eleazar Jiménez y Olavo Yépez). Por varios años presidió la FEDENADOR y el Complejo deportivo donde ésta se ubica lleva su nombre en su honor.

## Partidas notables
- Bent Larsen vs César Muñoz, Reykjavík 1957, 4.º Campeonato mundial estudiantil de ajedrez por equipos; inglesa, A15, 0-1
- Robert James Fischer vs César Muñoz, Leipzig 1960, 14.º Olimpíada; Siciliana, Dragón, Ataque yugoslavo, B77, 0-1